# Rhyacophila chirka
Rhyacophila chirka är en nattsländeart som beskrevs av Schmid in Schmid, Arefina och Levanidova 1993. Rhyacophila chirka ingår i släktet Rhyacophila och familjen rovnattsländor. Inga underarter finns listade i Catalogue of Life.